# Hlboké
Hlboké är en by och en kommun i distriktet Senica i regionen Trnava i västra Slovakien.

## Geografi
Kommunen ligger på en altitud av 256 meter och täcker en area på 20,13 km². Den har ungefär 921 invånare (2017).

## Kända personer
- Svetozár Hurban-Vajanský,  slovakisk författare